# Лаченсівське Делі

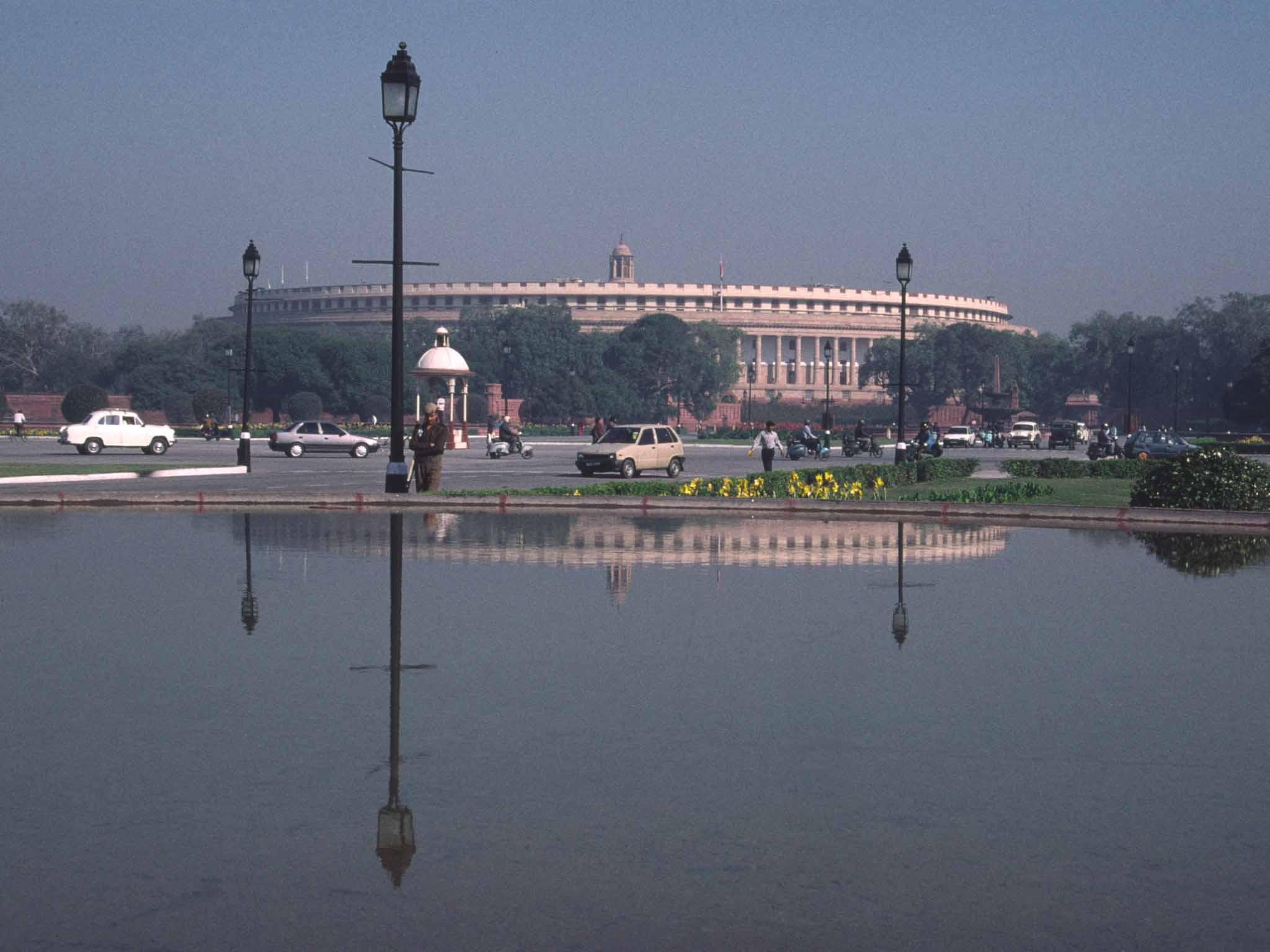
Будівля Парламенту Індії

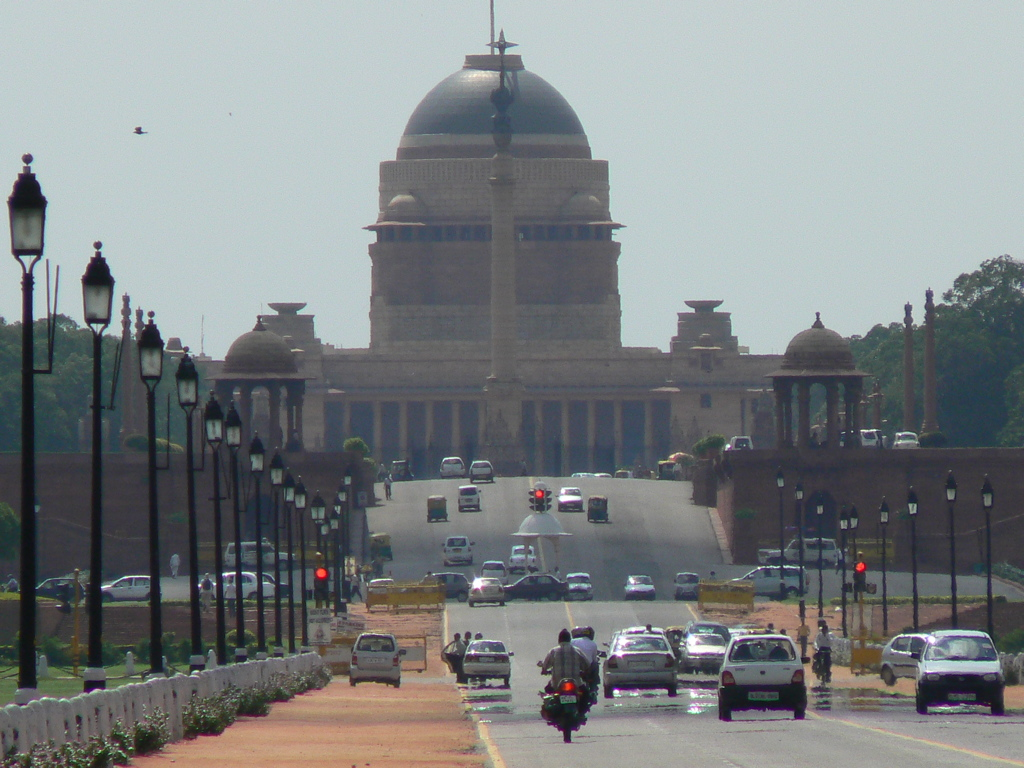
Раджпат і Раштрапаті-Бхаван

28°38′09″ пн. ш. 77°13′28″ сх. д. / 28.63576111° пн. ш. 77.22445° сх. д.
Лаченсівське Делі (англ. Lutyens' Delhi) — район Нью-Делі в Делі, Індія, названа на честь британського архітектора Едвіна Лаченса, що відповідав за архітектурний дизайн району, спланованого як місце розташування урядових будівень нової столиці Британської Індії.
В центрі району знаходиться величний Раштрапаті-Бхаван на пагорбі Райсіна, спочатку резиденція віце-короля, а зараз — президента Індії. Через центр району проходить проспект Раджпат або «королівська дорога», що сполучає Ворота Індії з Раштрапаті-Бхаван, а проспект Джанпат, що перетинає його під прямим кутом, сполучає Коннот-Плейс з південними районами.
Кілька важливих міністерств індійського уряду розташовані у Будівлі секретаріату позаду Раштрапаті-Бхаван, також тут знаходиться офіс прем'єр-міністра. Цей комплекс був спроектований Гербертом Бейкером, що також спроектував будівлю парламенту Індії. Крім адміністративних будівель, до комплексу входять англіканський і католицький собори.